# Heavisideova funkce

H_{1}(x)

H_{1/2}(x)

Heavisideova funkce (také jednotkový skok) je nespojitá funkce, jejíž hodnota je nulová pro zápornou hodnotu argumentu a rovna jedné pro kladnou hodnotu argumentu. Hodnota funkce pro nulový argument není podstatná a proto je různými autory definována odlišně (viz níže).
Často se používá v teorii řízení a při zpracování signálu, kde slouží k reprezentaci jednorázové změny signálu. Pojmenována byla po anglickém učenci Oliveru Heavisideovi.

## Definice
Heavisidova funkce (s parametrem p) se definuje předpisem:
{\displaystyle H_{p}(x)=\left\{{\begin{matrix}0&{\mbox{ pro }}x<0\\p&{\mbox{ pro }}x=0\\1&{\mbox{ pro }}x>0\end{matrix}}\right.},
kde 0 ≤ p ≤ 1 je reálné číslo určující hodnotu funkce v bodě 0 (platí {\displaystyle p=H_{p}(0)}).
Index p je většinou volen pevně a v zápise se vynechává. Heavisidova funkce se potom značí pouze H(x).

### Hodnota v nule
Parametr {\displaystyle p} z definice funkce se nejčastěji volí jako 0, 1/2 nebo 1. Pro hodnotu 1/2 svědčí symetrie výsledné funkce a fakt, že hodnota zpětné transformace Fourierova obrazu funkce v bodech nespojitosti je aritmetický průměr limit zleva a zprava. Důvodem jiné volby může být praktičnost při jistých způsobech použití. V mnoha případech na hodnotě v nule vůbec nezáleží, např. integrujeme-li složený výraz s touto funkcí, neboť Lebesgueova míra množiny {\displaystyle \{0\}} je nulová.
Nastavíme-li {\displaystyle p=H(0)=1/2}, můžeme definovat funkci pomocí znaménkové funkce (signum):
{\displaystyle H(x)={\frac {1+\operatorname {sgn}(x)}{2}}}
Pro případ, kdy {\displaystyle p=1} nebo {\displaystyle p=0} můžeme též chápat Heavisideovu funkci takto: {\displaystyle H_{1}=\chi _{\langle 0,\infty )}} respektive {\displaystyle H_{0}=\chi _{(0,\infty )}} kde {\displaystyle \chi _{M}} značí charakteristickou funkci množiny {\displaystyle M}.

## Vlastnosti
Mezi jednotkovým skokem a Diracovou funkcí existuje vztah, který lze zapsat jako
{\displaystyle H(x)=\int _{-\infty }^{x}\delta (t)\mathrm {d} t}
Derivací Heavisideovy funkce je tedy Diracova delta funkce, primitivní funkcí je tzv. náběhová funkce.